# Corliss Orville Burandt
Corliss Orville Burandt war ein US-amerikanischer Erfinder der automatischen Nockenwellenverstellung. 
Bei Arbeiten an einer 1965er Chevrolet Corvair brachte er einen Sensor in den Zylinder an, um das Kraftstoff-Luft-Gemisch bei der Verbrennung zu optimieren. 
Er übertrug die Patentrechte an das Venture-Capital-Unternehmen Investment Rarities, das auf den Handel mit Gold spezialisiert war. Als diese in den 1980er Jahren finanzielle Rückschläge erlitten, hatten sie die Gebühren für die Aufrechterhaltung Burandts Patent nicht mehr gezahlt, womit die Erfindung gemeinfrei wurde. 